# Zygia inaequalis
Zygia inaequalis là một loài thực vật có hoa trong họ Đậu. Loài này được (Willd.) Pittier miêu tả khoa học đầu tiên.